# 9615 Hemerijckx
9615 Hemerijckx eller 1993 BX13 är en asteroid i huvudbältet som upptäcktes den 23 januari 1993 av den belgiske astronomen Eric W. Elst vid La Silla-observatoriet. Den är uppkallad efter Frans Hemerijckx.
Asteroiden har en diameter på ungefär 4 kilometer.